# Cappello a tamburello

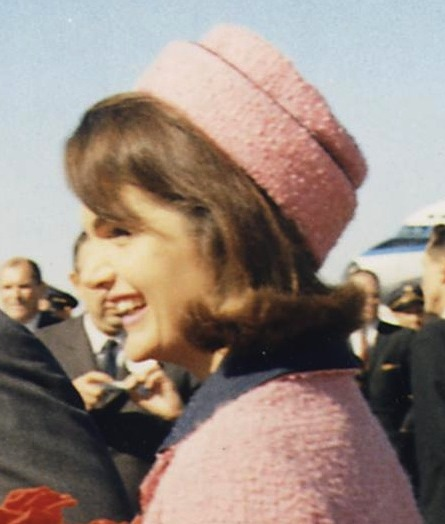
Jacqueline Kennedy a Dallas, il 22 novembre 1963

Il cappello a tamburello o pillbox (lett. "scatola per le pillole") è un cappello di piccole dimensioni, con la corona bassa e piatta e senza tesa. 

## Storia

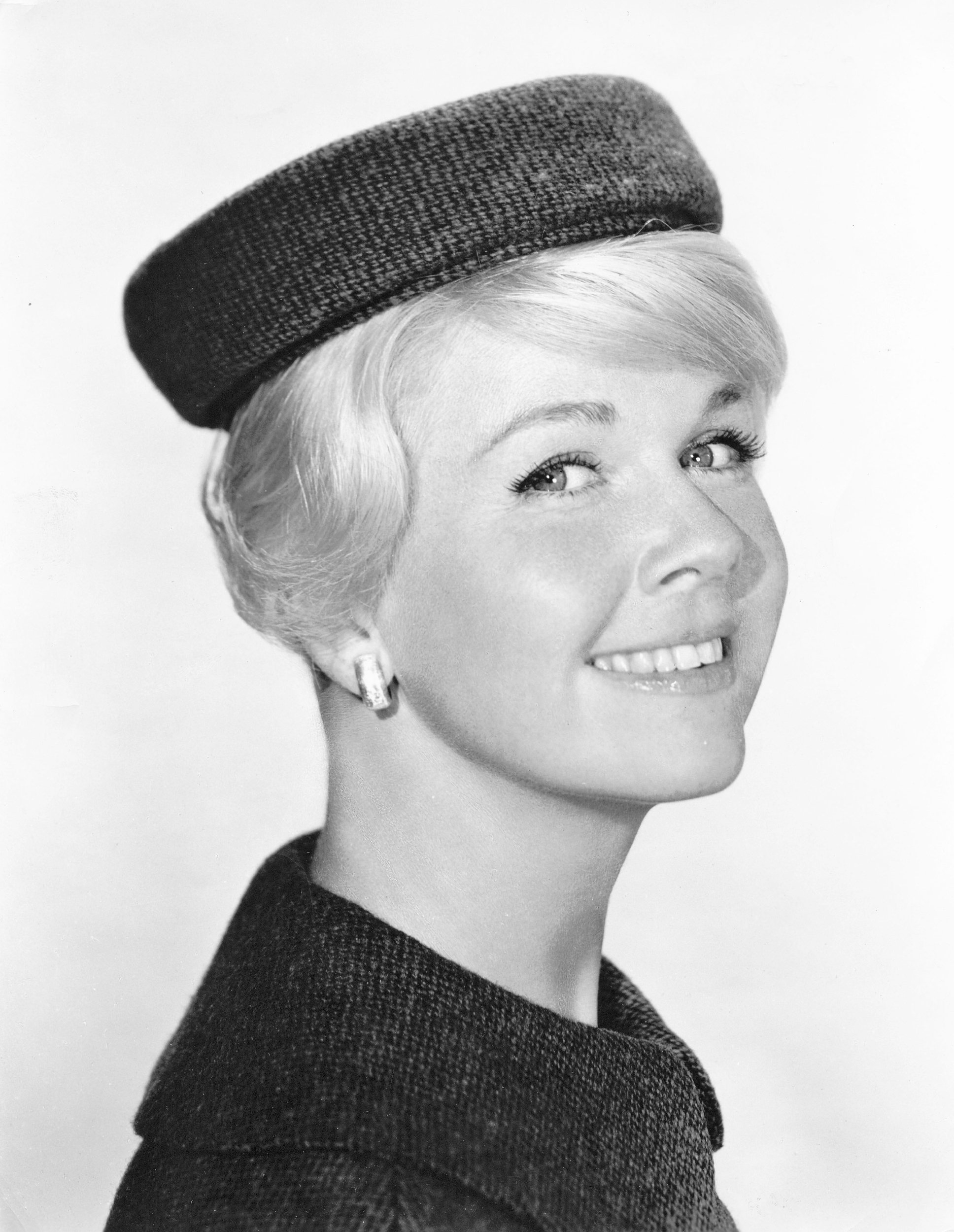
Doris Day con un cappello a tamburello in un'immagine pubblicitaria del film Merletto di mezzanotte (1960)

La forma del pillbox richiama quella dei pileus pannonicus diffuso tra i soldati romani a partire dal II secolo d.C. In anni molto più recenti, diversi cappelli a tamburello sono stati adottati in altri contesti, tra cui certi copricapi della Brigata Gurkha, del Royal Military College of Canada e della Boys' Brigade.
Il pillbox da donna venne creato delle modiste negli anni trenta del Novecento, riscontrando un certo successo grazie alle sue eleganza e semplicità. I pillbox potevano essere in vari materiali, tra cui lana, velluto, organza o pelliccia (visone, lince o volpe) ed erano generalmente in tinta unita (sebbene esistessero anche dei modelli decorati con macchie di leopardo). Sebbene fossero solitamente senza accessori, potevano avere un velo.
Il pillbox divenne di tendenza nei primi anni sessanta grazie alla first lady Jacqueline Kennedy Onassis, che ne indossava sempre uno firmato Halston in tinta con il vestito. Famoso è quello di colore rosa, andato perduto, che lei indossò il 22 novembre 1963, giorno dell'assassinio del marito John Fitzgerald Kennedy. Molte altre first lady, tra cui Melania Trump, imitarono lo stile di Jacqueline Kennedy.